# EFL League Two
English Football League Two (hay gọi tắt là: League Two) hoặc cũng được gọi là: Sky Bet League 2 (Vì lý do tài trợ) là giải đấu xếp thứ tư của các câu lạc bộ bóng đá Anh, sau Premier League, Football League Championship và League One. Giải League Two đã được giới thiệu tại mùa giải 2004-2005. Trước đây nó được gọi là Giải hạng ba khi chưa có giải Premier League.

## Thể lệ giải đấu
Có 24 câu lạc bộ ở giải League Two. Mỗi câu lạc bộ gặp câu lạc bộ khác hai lần (một lần tại sân nhà và một khác tại sân khách). Các câu lạc bộ được 3 điểm cho một trận thắng, được 1 điểm cho một trận hòa và không có điểm nào khi thất bại. Vào cuối mùa giải, một bảng xếp hạng League Two được xác định dựa trên các tiêu chí sau đây theo thứ tự: điểm thu được, hiệu số bàn thắng bại, số bàn thắng, số bàn thua, thành tích đối đầu, cuối cùng có một hay nhiều trận play-off để xác định xếp hạng.
Vào cuối mỗi mùa giải, ba câu lạc bộ đứng đầu bảng xếp hạng và đội bóng giành chiến thắng trong loạt trận play-off giữa các câu lạc bộ đã kết thúc ở vị trí thứ 4 đến vị trí thứ 7 được thăng lên Football League One. Có 4 câu lạc bộ xếp hạng cuối cùng ở Football League One xuống chơi tại Football League Two.
Hai đội kết thúc ở vị trí cuối cùng của Football League Two được chuyển xuống chơi tại National League.

## Các câu lạc bộ hiện tại
Có 24 câu lạc bộ tham dự mùa giải 2019–20.
| Câu lạc bộ          | Kết thúc vị trí mùa trước                               | Địa điểm        | Sân vận động                 | Sức chứa |
| ------------------- | ------------------------------------------------------- | --------------- | ---------------------------- | -------- |
| Bradford City       | 24th tại League One (xuống hạng)                        | Bradford        | Valley Parade                | 25,136   |
| Cambridge United    | 21st                                                    | Cambridge       | Abbey Stadium                | 8,127    |
| Carlisle United     | 11th                                                    | Carlisle        | Brunton Park                 | 18,202   |
| Cheltenham Town     | 16th                                                    | Cheltenham      | Whaddon Road                 | 7,066    |
| Colchester United   | 8th                                                     | Colchester      | Colchester Community Stadium | 10,105   |
| Crawley Town        | 19th                                                    | Crawley         | Broadfield Stadium           | 5,996    |
| Crewe Alexandra     | 12th                                                    | Crewe           | Gresty Road                  | 10,180   |
| Exeter City         | 9th                                                     | Exeter          | St. James Park               | 8,696    |
| Forest Green Rovers | 5th                                                     | Nailsworth      | The New Lawn                 | 5,147    |
| Grimsby Town        | 17th                                                    | Cleethorpes     | Blundell Park                | 9,052    |
| Leyton Orient       | 1st tại National League (thăng hạng)                    | London (Leyton) | Brisbane Road                | 9,271    |
| Macclesfield Town   | 22nd                                                    | Macclesfield    | Moss Rose                    | 6,355    |
| Mansfield Town      | 4th                                                     | Mansfield       | Field Mill                   | 10,000   |
| Morecambe           | 18th                                                    | Morecambe       | Globe Arena                  | 6,476    |
| Newport County      | 7th                                                     | Newport         | Rodney Parade                | 7,850    |
| Northampton Town    | 15th                                                    | Northampton     | Sixfields Stadium            | 7,653    |
| Oldham Athletic     | 14th                                                    | Oldham          | Boundary Park                | 13,512   |
| Plymouth Argyle     | 21st tại League One (xuống hạng)                        | Plymouth        | Home Park                    | 17,500   |
| Port Vale           | 20th                                                    | Burslem         | Vale Park                    | 19,052   |
| Salford City        | 3rd tại National League (thăng hạng vì thắng play-offs) | Salford         | Moor Lane                    | 5,108    |
| Scunthorpe United   | 23rd in League One (relegated)                          | Scunthorpe      | Glanford Park                | 9,088    |
| Stevenage           | 10th                                                    | Stevenage       | Broadhall Way                | 6,722    |
| Swindon Town        | 13th                                                    | Swindon         | County Ground                | 15,728   |
| Walsall             | 22nd in League One (relegated)                          | Walsall         | Bescot Stadium               | 11,300   |

## Những đội bóng thăng hạng từ League Two
| Mùa giải | Vô địch            | Số điểm | Á quân              | Số điểm | Hạng ba            | Số điểm | Thắng trận play-off  | Vị trí xếp hạng | Số điểm |
| -------- | ------------------ | ------- | ------------------- | ------- | ------------------ | ------- | -------------------- | --------------- | ------- |
| 2004–05  | Yeovil Town        | 83      | Scunthorpe United   | 80      | Swansea City       | 80      | Southend United      | 4th             | 78      |
| 2005–06  | Carlisle United    | 86      | Northampton Town    | 83      | Leyton Orient      | 81      | Cheltenham Town      | 5th             | 72      |
| 2006–07  | Walsall            | 89      | Hartlepool United   | 88      | Swindon Town       | 85      | Bristol Rovers       | 6th             | 72      |
| 2007–08  | Milton Keynes Dons | 97      | Peterborough United | 92      | Hereford United    | 88      | Stockport County     | 4th             | 82      |
| 2008–09  | Brentford          | 85      | Exeter City         | 79      | Wycombe Wanderers  | 78      | Gillingham           | 5th             | 75      |
| 2009–10  | Notts County       | 93      | AFC Bournemouth     | 83      | Rochdale           | 82      | Dagenham & Redbridge | 7th             | 72      |
| 2010–11  | Chesterfield       | 86      | Bury                | 81      | Wycombe Wanderers  | 81      | Stevenage            | 6th             | 69      |
| 2011–12  | Swindon Town       | 93      | Shrewsbury Town     | 88      | Crawley Town       | 84      | Crewe Alexandra      | 7th             | 72      |
| 2012–13  | Gillingham         | 83      | Rotherham United    | 79      | Port Vale          | 78      | Bradford City        | 7th             | 69      |
| 2013–14  | Chesterfield       | 84      | Scunthorpe United   | 81      | Rochdale           | 81      | Fleetwood Town       | 4th             | 76      |
| 2014–15  | Burton Albion      | 94      | Shrewsbury Town     | 89      | Bury               | 85      | Southend United      | 5th             | 84      |
| 2015–16  | Northampton Town   | 99      | Oxford United       | 86      | Bristol Rovers     | 85      | AFC Wimbledon        | 7th             | 75      |
| 2016–17  | Portsmouth         | 87      | Plymouth Argyle     | 87      | Doncaster Rovers   | 85      | Blackpool            | 7th             | 70      |
| 2017–18  | Accrington Stanley | 93      | Luton Town          | 88      | Wycombe Wanderers  | 84      | Coventry City        | 6th             | 75      |
| 2018–19  | Lincoln City       | 85      | Bury                | 79      | Milton Keynes Dons | 79      | Tranmere Rovers      | 6th             | 73      |

## Kết quả các trận Play-off
| Mùa giải | Bán kết 1                                                                 | Bán kết 2 | Chung kết                                                                         |
| -------- | ------------------------------------------------------------------------- | --- | --------------------------------------------------------------------------------- |
| 2004–05  | Lincoln City 1–0 Macclesfield Town Northampton Town 0–0 Southend United   | Macclesfield Town 1–1 Lincoln City Southend United 1–0 Northampton Town                                                  | Lincoln City 0–2 Southend United                                                  |
| 2005–06  | Lincoln City 0–1 Grimsby Town Wycombe Wanderers 1–2 Cheltenham Town       | Grimsby Town 2–1 Lincoln City Cheltenham Town 0–0 Wycombe Wanderers                                                      | Grimsby Town 0–1 Cheltenham Town                                                  |
| 2006–07  | Bristol Rovers 2–1 Lincoln City Shrewsbury Town 0–0 Milton Keynes Dons    | Lincoln City 3–5 Bristol Rovers Milton Keynes Dons 1–2 Shrewsbury Town                                                   | Bristol Rovers 3–1 Shrewsbury Town                                                |
| 2007–08  | Darlington 2–1 Rochdale Wycombe Wanderers 1–1 Stockport County            | Rochdale 2–1 Darlington (Rochdale thắng 5–4 trên chấm phạt đền, AET) Stockport County 1–0 Wycombe Wanderers              | Rochdale 2–3 Stockport County                                                     |
| 2008–09  | Shrewsbury Town 0–1 Bury Rochdale 0–0 Gillingham                          | Bury 0–1 Shrewsbury Town (Shrewsbury thắng 4 – 3 trên chấm phạt đền, AET) Gillingham 2–1 Rochdale                        | Gillingham 1–0 Shrewsbury Town                                                    |
| 2009–10  | Dagenham & Redbridge 6–0 Morecambe Aldershot Town 0–1 Rotherham United    | Morecambe 2–1 Dagenham & Redbridge Rotherham United 2–0 Aldershot Town                                                   | Dagenham & Redbridge 3–2 Rotherham United                                         |
| 2010–11  | Torquay United 2–0 Shrewsbury Town Stevenage 2–0 Accrington Stanley       | Shrewsbury Town 0–0 Torquay United Accrington Stanley 0–1 Stevenage                                                      | Stevenage 1–0 Torquay United                                                      |
| 2011–12  | Crewe Alexandra 1–0 Southend United Cheltenham Town 2–0 Torquay United    | Southend United 2–2 Crewe Alexandra Torquay United 1–2 Cheltenham Town                                                   | Cheltenham Town 0–2 Crewe Alexandra                                               |
| 2012–13  | Bradford City 2–3 Burton Albion Northampton Town 1–0 Cheltenham Town      | Burton Albion 1–3 Bradford City Cheltenham Town 0–1 Northampton Town                                                     | Bradford City 3–0 Northampton Town                                                |
| 2013-14  | Burton Albion 1-0 Southend United York City 0-1 Fleetwood Town            | Southend United 2-2 Burton Albion Fleetwood Town 0-0 York City                                                           | Burton Albion 0-1 Fleetwood Town                                                  |
| 2014-15  | Stevenage 1-1 Southend United Plymouth Argyle 2-3 Wycombe Wanderers       | Southend United 3-1 Stevenage (AET) Wycombe Wanderers 2-1 Plymouth Argyle                                                | Southend United 1-1 Wycombe Wanderers (Southend thắng 7-6 trên chấm luân lưu 11m) |
| 2015–16  | Portsmouth 2–2 Plymouth Argyle AFC Wimbledon 1–0 Accrington Stanley       | Plymouth Argyle 1–0 Portsmouth Accrington Stanley 2–2 AFC Wimbledon (AET)                                                | AFC Wimbledon 2–0 Plymouth Argyle                                                 |
| 2016–17  | Blackpool 3–2 Luton Town Carlisle United 3–3 Exeter City                  | Luton Town 3–3 Blackpool Exeter City 3–2 Carlisle United                                                                 | Blackpool 2–1 Exeter City                                                         |
| 2017–18  | Lincoln City 0–0 Exeter City Coventry City 1–1 Notts County               | Exeter City 3–1 Lincoln City Notts County 1–4 Coventry City                                                              | Coventry City 3–1 Exeter City                                                     |
| 2018–19  | Newport County 1–1 Mansfield Town Tranmere Rovers 1–0 Forest Green Rovers | Mansfield Town 0–0 Newport County (Newport thắng 5–3 sau loạt sút luân lưu, AET) Forest Green Rovers 1–1 Tranmere Rovers | Newport County 0-1 Tranmere Rovers (AET)                                          |
| 2019-20  | Colchester United 1-0 Exeter City Northampton Town 0-2 Cheltenham Town    | Exeter City 3-1 Colchester United Cheltenham Town 0-3 Northampton Town                                                   | Exeter City 0-4 Northampton Town                                                  |
| 2020-21  | Newport County 2-0 Forest Green Rovenrs Tranmere Rovers 1-2 Morecambe     | Forest Green Rovenrs 4-3 Newport County Morecambe 1-1 Tranmere Rovers                                                    | Morecambe 1-0 Newport County                                                      |

## Những đội bóng xuống hạng
| Mùa giải | Các Câu lạc bộ                           |
| -------- | ---------------------------------------- |
| 2004–05  | Kidderminster Harriers, Cambridge United |
| 2005–06  | Oxford United, Rushden & Diamonds        |
| 2006–07  | Boston United, Torquay United            |
| 2007–08  | Mansfield Town, Wrexham                  |
| 2008–09  | Chester City, Luton Town                 |
| 2009–10  | Darlington, Grimsby Town                 |
| 2010–11  | Lincoln City, Stockport County           |
| 2011–12  | Macclesfield Town, Hereford United       |
| 2012–13  | Aldershot Town, Barnet                   |
| 2013–14  | Bristol Rovers, Torquay United           |
| 2014-15  | Cheltenham Town, Tranmere Rovers         |
| 2015–16  | York City, Dagenham & Redbridge          |
| 2016–17  | Hartlepool United, Leyton Orient         |
| 2017–18  | Barnet, Chesterfield                     |
| 2018–19  | Notts County, Yeovil Town                |
| 2019-20  | Macclesfield Town                        |
| 2020-21  | Southend United, Grimsby Town            |

## Danh sách các vua phá lưới
| Mùa giải | Vua phá lưới      | Câu lạc bộ          | Số bàn thắng |
| -------- | ----------------- | ------------------- | ------------ |
| 2004–05  | Phil Jevons       | Yeovil Town         | 27           |
| 2005–06  | Karl Hawley       | Carlisle United     | 23           |
| 2006–07  | Richard Barker    | Hartlepool United   | 21           |
| 2006–07  | Izale McLeod      | Milton Keynes Dons  | 21           |
| 2007–08  | Aaron McLean      | Peterborough United | 29           |
| 2008–09  | Grant Holt        | Shrewsbury Town     | 20           |
| 2008–09  | Jack Lester       | Chesterfield        | 20           |
| 2009–10  | Lee Hughes        | Notts County        | 30           |
| 2010–11  | Clayton Donaldson | Crewe Alexandra     | 28           |
| 2011–12  | Izale McLeod      | Barnet              | 18           |
| 2011–12  | Jack Midson       | AFC Wimbledon       | 18           |
| 2012–13  | Tom Pope          | Port Vale           | 31           |
| 2013–14  | Sam Winnall       | Scunthorpe United   | 23           |
| 2014–15  | Matt Tubbs        | Portsmouth          | 21           |
| 2015–16  | Matty Taylor      | Bristol Rovers      | 27           |
| 2016–17  | John Marquis      | Doncaster Rovers    | 26           |
| 2017–18  | Marc McNulty      | Coventry City       | 25           |
| 2017–18  | Billy Kee         | Accrington Stanley  | 25           |
| 2018–19  | James Norwood     | Tranmere Rovers     | 29           |
| 2019-20  | Eoin Doyle        | Swindon Town        | 25           |
| 2020-21  | Paul Mullin       | Cambridge United    | 32           |